# Epipaleolithicum van Zuidwest-Azië

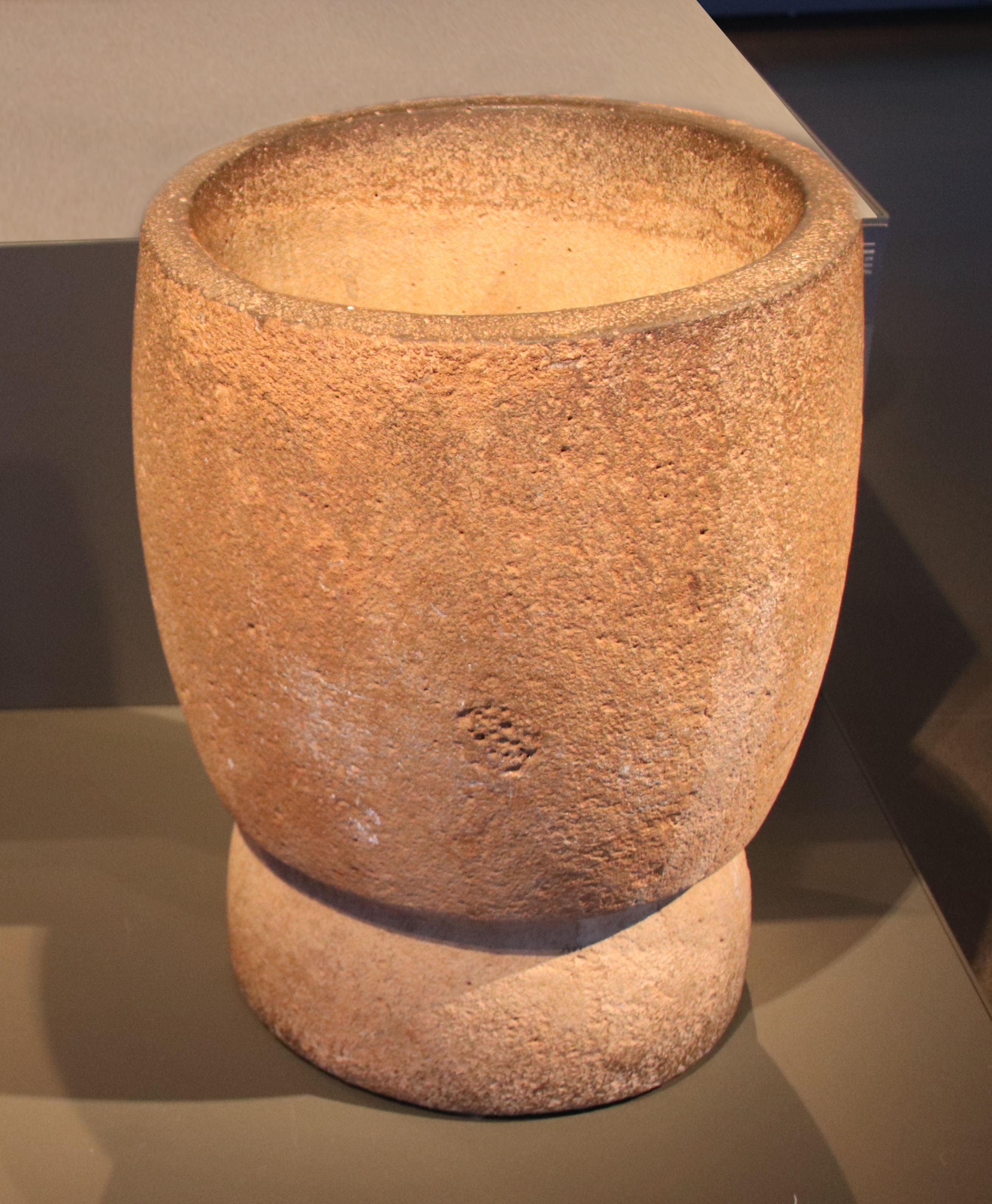
stenen vijzel uit de Natufische periode

Het epipaleolithicum van Zuidwest-Azië omvat het epipaleolithische ("eind-oude stenen tijdperk", ook bekend als mesolithicum)  tijdperk in de prehistorie van Zuidwest-Azië. Het is de periode na het laat-paleolithicum en vóór het neolithicum, tussen ongeveer 20.000 en 10.000 jaar BP. De mensen van het epipaleolithicum waren nomadische jager-verzamelaars die in het algemeen in kleine, seizoensgebonden kampen leefden in plaats van permanente dorpen. Ze maakten geavanceerde Stenen werktuigen zoals microlieten: kleine, fijn bewerkte bladen die in houten werktuigen werden gevat.
Het epipaleolithicum verschilt aanzienlijk van het voorgaande laatpaleolithicum. Epipalaeolithische locaties zijn talrijker, beter bewaard, en kunnen nauwkeurig C14-gedateerd worden. De periode valt samen met de geleidelijke terugtrekking van het landijs in Noord-Eurazië na het laatste glaciale maximum en het begin van het Holoceen, en wordt gekenmerkt door bevolkingsgroei en economische intensivering.
Het epipaleolithicum eindigde met het begin van de domesticatie, voedselproductie en het sedentarisme van het neolithicum, hoewel archeologen nu erkennen dat deze trends al tijdens het epipaleolithicum begonnen.
De periode kan worden onderverdeeld in vroeg-, middel- en laat-epipaleolithicum: 
- het vroeg-epipaleolithicum komt overeen met de Kebaracultuur, ca. 20.000 tot 14.500 BP
- het midden-epipaleolithicum is het laat- of geometrisch Kebaran
- het laat-epipaleolithicum wordt vertegenwoordigd door de Natufische cultuur, 14.500-11.500 BP, welke overlapt met de beginfase van het neolithicum, het prekeramisch neolithicum A.

## Levant

### Vroeg-epipaleolithicum
Tegen het einde van het Levantijns Aurignacien vonden veranderingen plaats in de lithische industrieën. Met het begin van het Kebarien vindt men voor het eerst kleine stenen gereedschappen genaamd microlieten en geretoucheerde microbaden. De microlieten van deze cultuurperiode verschillen aanzienlijk van de Aurignacische artefacten.
Rond 18.000 BP veranderden het klimaat en de omgeving, en begon een overgangsperiode. De Levant werd droger en de bosvegetatie trok zich terug, om te worden vervangen door steppe. De jager-verzamelaars van het Aurignacien moesten hun manier van leven en hun nederzettingspatroon aanpassen aan de veranderende omstandigheden.
Het Kebarian vertegenwoordigde een significante breuk in de culturele continuïteit van de Levant. Naast het gebruik van microlieten, is de cultuur ook geassocieerd met het gebruik van de pijl en boog en de domesticatie van de hond. Ze wordt ook gekenmerkt door het vroegste verzamelen en verwerken van wilde granen, aangetoond door de vondst van maalstenen. De Kebaran-mensen worden verondersteld seizoensgebonden te hebben gemigreerd, van hoogland-omgevingen in de zomer naar grotten en abri's in de buurt van laagland-meren in de winter. Deze diversiteit aan omgevingen kan de reden zijn voor de verscheidenheid aan gereedschappen die in hun werktuigsets wordt gevonden.

#### Oogst van wilde granen

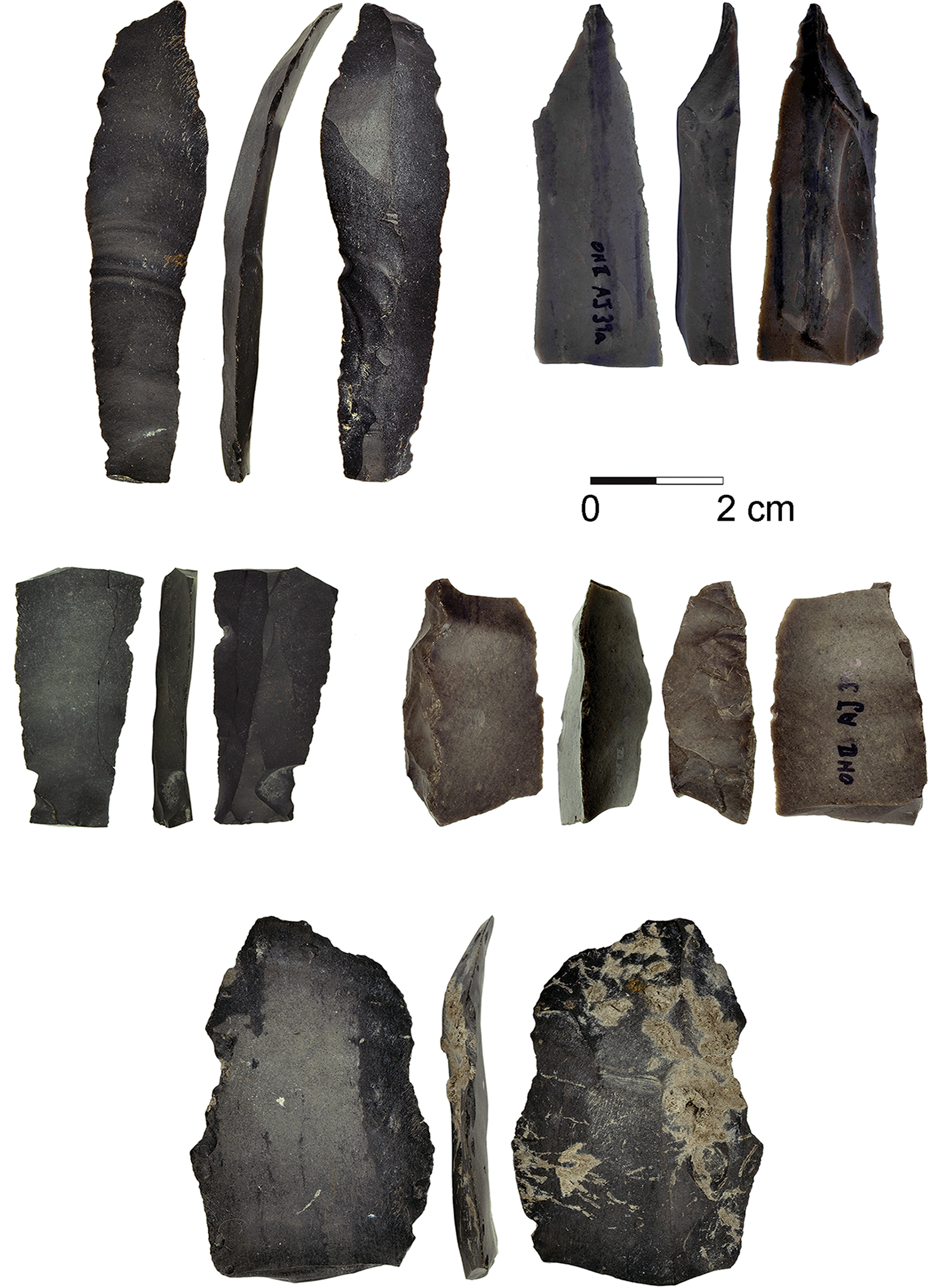
sikkels voor het oogsten van wilde granen, Ohalo II, 23.000 BP

Het vroegste bewijs voor het gebruik van samengestelde gereedschappen voor het oogsten van graan zijn de glanzende vuursteenmessen die zijn gevonden op de site van Ohalo II, een 23.000-jaar oud kamp van visser-jager-verzamelaars aan de oever van het Meer van Tiberias in Noord-Israël. De site is gedateerd tot de overgang van het laatpaleolithicum naar het vroege epipalaeolithicum. De slijtagesporen op de gereedschappen geven aan dat deze werden gebruikt voor het oogsten van bijna rijpe, semi-groene wilde granen, kort voordat korrels voldoende rijp zouden zijn om zich van nature te verspreiden. Onderzoek toont aan dat de gereedschappen niet intensief werden gebruikt, en ze weerspiegelen twee oogstwijzen: vuursteenmessen die met de hand werden vastgehouden en mesjes die in een handgreep waren gevat. De vondsten tonen het bestaan van graanoogsttechnieken en gereedschappen ongeveer 8.000 jaar vóór het Natufian, en 12.000 jaar vóór het ontstaan van sedentaire landbouwgemeenschappen.

#### Kunst

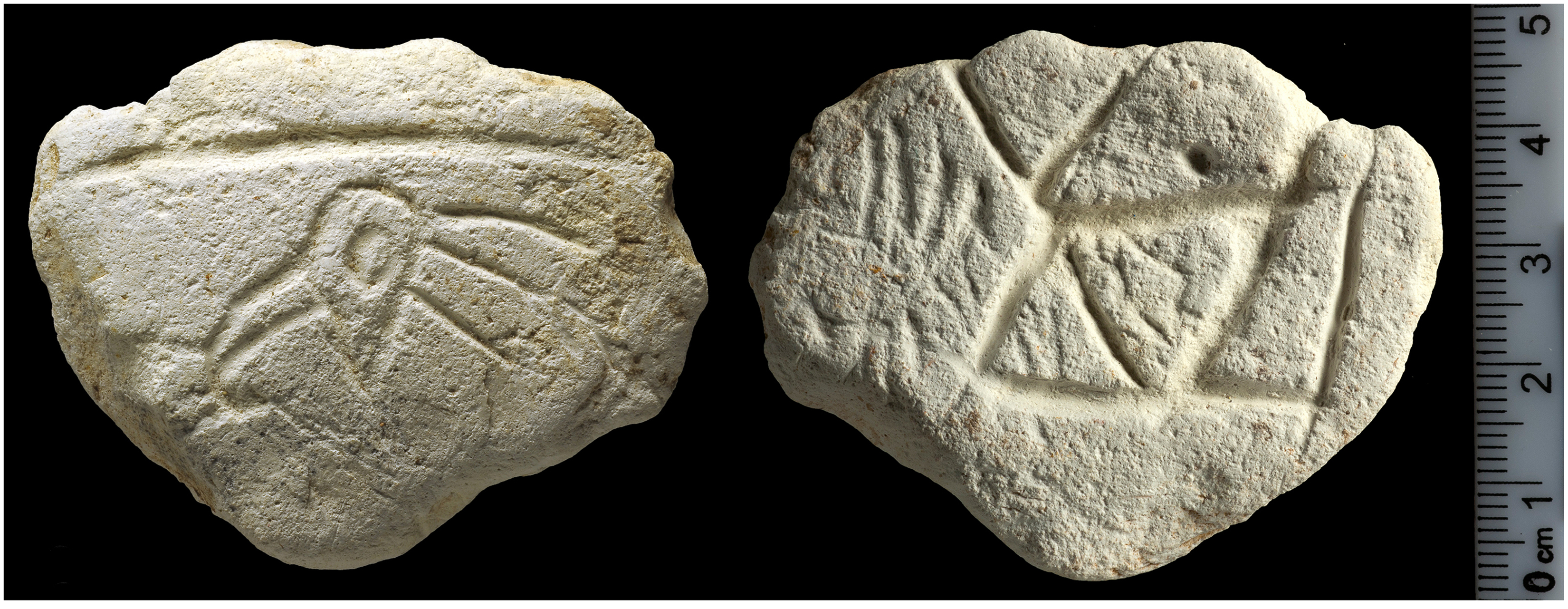
gravures van Ein Qashish

Gegraveerde kalksteenplaten gevonden in Kebaran- en geometrische Kebaran-lagen (ca. 23.000 en ca. 16.500 BP) op de site van Ein Qashish South in de vlakte van Jizreël, Israël, omvatten de afbeelding van een vogel, de eerste figuratieve afbeelding zo ver bekend van een pre-Natufische site, samen met geometrische motieven zoals zigzagpatronen, arceringen en ladders. Sommige van de gravures lijken op ongeveer gelijktijdige Europese vondsten, en kunnen worden geïnterpreteerd als notatiessystemen of kunstmatige geheugensystemen gerelateerd aan de timing van seizoensgebonden bronnen en gerelateerde belangrijke evenementen voor nomadische groepen.
Soortgelijke tekenen en patronen zijn bekend uit de context van het lokale Natufian.

### Laat-epipaleolithicum
Het late epipaleolithicum wordt vertegenwoordigd door de Natufische cultuur. Deze periode wordt gekenmerkt door de vroege opkomst van de landbouw, die zich later in de neolithische periode meer volledig ontwikelde. C14-datering plaatst de Natufische cultuur tussen 14.500 en 11.500 BP, vlak voor het einde van het Pleistoceen.
Op het Natufian volgde het vroeg-neolithische Khiamien.

## Arabisch Schiereiland
Tot de late 20e eeuw werd gedacht dat het Arabisch Schiereiland in het late Pleistoceen te droog en onherbergzaam was voor menselijke bewoning. De vroegst bekende sites behoorden tot het vroege neolithicum, ca. 9.000 tot 8.000 BP, en het werd verondersteld dat mensen pas toen in staat waren om de regio te herkoloniseren, vanwege het vochtigere klimaat van het vroege Holoceen.
In 2014 ontdekten archeologen echter in de zuidelijke Nefud-woestijn een epipalaeolithische site gedateerd tussen 12.000 en 10.000 BP. De site bevindt zich in het Jubbah-bassin, een paleomeer dat ook in de droge omstandigheden van het eind-pleistoceen nog water bevatte. De gevonden stenen gereedschappen bezaten een nauwe gelijkenis met die van het geometrische Kebaran. De onderzoekers van de site hebben daarom voorgesteld dat Noord-Arabië ongeveer 15.000 jaar geleden werd gekoloniseerd door foerageerders uit de Levant. Deze groepen kunnen dan door droger wordende klimaat zijn afgesneden en zich teruggetrokken hebben naar refugia zoals het Jubbah-meer.

## Zagrosgebergte
Gelijktijdig met het Kebarian en Natufian in de Levant bestond in het Zagrosgebergte van 20.000 tot 10.000 BP het Zarzian. De cultuur ontstond uit het voorafgaande Baradostian en werd opgevolgd door het neolithische M'lefatian.
In de Zagros werden waarschijnlijk voor het eerst bezoargeiten gedomesticeerd. De domesticatie van de hond en het gebruik van pijl en boog speelden een belangrijke rol bij de jacht, vooral op kleinere en snellere zoogdieren.
Kenmerkend voor de werktuigset is een aandeel tot 20 procent van microlieten. Deze zijn meestal kort en vormen asymmetrische trapezoïden, plus driehoeken met inkepingen. Bepaalde soorten microlieten zijn karakteristieker voor de vroege, koud-aride fase van het Zarzian (mogelijk vanaf het Laatste Glaciale Maximum), andere voor een volgende, warmere fase. Dit geldt vooral voor de overgang van niet-geometrische naar geometrische microlieten. In de latere fase van het Zarzian domineerden niet de in het Natufian veel voorkomende halvemaanvormige microlieten (lunates). Desalniettemin vertonen de twee culturen grote overeenkomsten, hetgeen vaak wordt geïnterpreteerd als een indicatie van uitgebreide netwerken.
Voor zover bekend bestonden in het Zarzian geen nederzettingen en dorpen zoals in het Natufian. Pas aan het einde van het tijdperk worden de eerste dorpsachtige bouwwerken gevonden, zoals bij Zawi Chemi.

## Transkaukasus en Kaspische-Zeeregio
In de steppe-riparische en berg-ecozones van de Zuidelijke Kaukasus ontwikkelde zich de Mesolithische Trialeticultuur, terwijl in de overgangszone tussen de Kaspische Zee, kustvlakte en Elboers-gebergte het verwandte Kaspische mesolithicum ontstond. De Kaspische mesolithische jager-verzamelaars waren aangepast aan de exploitatie van mariene hulpbronnen en hadden toegang tot grondstoffen van hoge kwaliteit, terwijl in Trialetische sites als Tsjoch en Trialeti het materiaal over afstanden van rond 100 km geïmporteerd werd.

## Voedselbronnen
De meest voorkomende dierlijke voedingsbronnen in de Levant tijdens het epipaleolithicum waren herten, gazelles, verschillende soorten ibex en kleinere dieren, waaronder vogels, hagedissen, vossen, schildpadden en hazen. Minder vaak werden oerossen, wilde paarden, wilde zwijnen en hartenbeest aangetroffen. Bij Neve David in de buurt van Haifa werden 15 zoogdiersoorten gevonden en twee reptielensoorten. Ondanks dat de site zich dicht bij de kust bevond, suggereert het relatief kleine aantal zeeschelpen en de doorboring van vele hiervan dat deze mogelijk werden verzameld als sieraden in plaats van als voedselbron.
De periode lijkt te worden gekenmerkt door een toename van plantaardig voedsel en een afname van het eten van vlees. Bij de analyse van een site in de Jordaanvallei zijn meer dan 40 plantensoorten gevonden, en sommige granen werden verwerkt en gebakken. Stenen met bewijs van malen zijn gevonden. Deze waren hoogstwaarschijnlijk de belangrijkste voedselbronnen vóór het prekeramisch neolithicum, dat de wijdverbreide teelt van gewassen introduceerde.

## Zie verder
- Neolithicum in Zuidwest-Azië